# 기이카쓰우라역
기이카쓰우라역(일본어: 紀伊勝浦駅, きいかつうらえき, Kii-katsuura-eki)은 일본 와카야마현 히가시무로군 나치카쓰우라정에 있는, 서일본 여객철도의 철도역이다. 기세이 본선이 지나가며, 기노쿠니 선 소속 열차들을 이용할 수 있다. 소토보 선의 가쓰우라역 (지바현 가쓰우라시)과 구분하기 위해 역명 앞에 "기이"를 붙였다.
나고아 역에서 온 특급 《와이드뷰 난키》, 덴노지역에서 온 특급 《구로시오》가 정차한다.

## 역 구조
지상역으로, 승강장은 단식 1면 1선과 섬식 1면 2선 구조이다. 2번선이 하행본선, 3번선이 상행본선이다. 1번선은 신구 방면에서 온 열차들의 회차용으로 쓰이고 있다. 역사는 선로 동쪽에 있으며, 승강장과는 과선교로 이어져 있다.
신구역이 관리하며, 역 업무는 JR 서일본 메인텍이 대신 하고 있다. 다만 열차의 입환 작업은 서일본 여객철도 본사에서 파견한 직원이 처리하고 있다. 초록 창구와 렌터카 사업을 운영하고 있다.

### 승강장
| 1             | ■ 기노쿠니 선              | 신구 · 구마노시 · 마쓰사카 · 쓰 · 나고야 방면 (시발 열차만 사용) |
|               | ■ 기노쿠니 선              | 구시모토 · 시라하마 · 와카야마 · 덴노지 · 신오사카 · 교토 방면   |
| ■ 기노쿠니 선 | 신구 방면 (일부 시발 열차) |                                                                  |
| 3             | ■ 기노쿠니 선              | 신구 방면                                                        |

## 역세권 정보
역 앞에 족욕탕이 있다.
- 가쓰우라 항구
- 기노마쓰 섬
  - 고래 박물관
- 난키카쓰우라 온천

- 나치카쓰우라 정사무소
  - 정태보존된 일본국유철도 C58형 증기기관차 353. 염해로 일부가 훼손된 상태이다.
- 나치카쓰우라 소방서
- 기이카쓰우라 우체국
- 나치카쓰우라 관광협회

## 역사
- 1912년 4월 1일 - 신구 철도의 역으로 개업했다.
- 1934년 7월 1일 - 국유화에 따라 일본국유철도의 소속이 되었다.
- 1987년 4월 1일 - 민영화에 따라 서일본 여객철도의 소속이 되었다.

## 인접역
| 서일본 여객철도 기세이 본선 | 서일본 여객철도 기세이 본선 | 서일본 여객철도 기세이 본선 |
| --------------------------- | --------------------------- | --------------------------- |
| 기이텐마 신구 방면          | ■ 기노쿠니 선 보통          | 유카와 와카야마 방면        |